# Maksim Sjmyrjov
Maksim Vitaljevitsj Sjmyrjov (Russisch: Максим Витальевич Шмырёв; Moskou, RSFSR, Sovjet-Unie, 30 november 1971) is een voormalig Russisch professioneel tafeltennisser.
In 1996 won hij brons in het gemengd dubbelspel op de Europese kampioenschappen met Galina Melnik.